# Опресовувальний агрегат

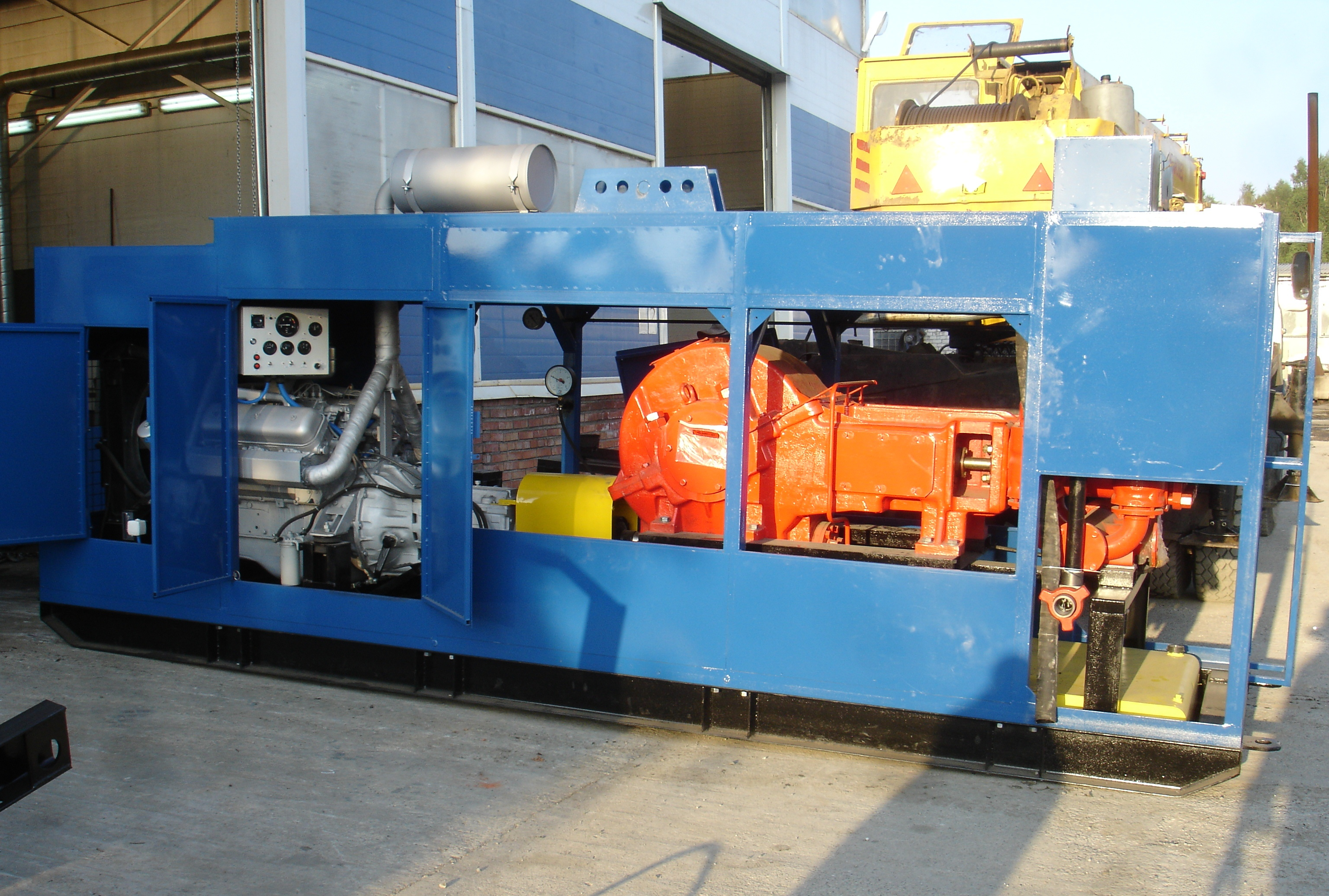
Опресовувальний агрегат

Опресовувальний агрегат (рос. опрессовочный агрегат; англ. pressurization assembly, pressurization unit; нім. Abdrückvorrichtung f) — машина для закачування води у трубопровід з метою створення в ньому надлишкового тиску під час гідравлічного випробування трубопроводу на міцність і герметичність.